# Etheostoma microperca
Etheostoma microperca är en fiskart som beskrevs av Jordan och Gilbert, 1888. Etheostoma microperca ingår i släktet Etheostoma och familjen abborrfiskar. Inga underarter finns listade i Catalogue of Life.